# Meringerzell
Meringerzell ist ein Ortsteil der Gemeinde Mering im schwäbischen Landkreis Aichach-Friedberg. Das Kirchdorf liegt circa eineinhalb Kilometer östlich von Mering.

## Baudenkmäler
Siehe auch: Liste der Baudenkmäler in Meringerzell
- Katholische Filialkirche St. Johannes Baptist